# Bastarnas
Os bastarnas (em latim: Bastarnae) eram uma tribo germânica (de acordo com Tácito) ou, possivelmente, uma tribo céltica (de acordo com Lívio), no I milênio a.C.
Quando eles apareceram nas fontes históricas, estavam localizados na Galícia e Bucovina. Eles apareceram no baixo Danúbio por volta de 220 a.C., e foram usados por Felipe V da Macedônia contra seus vizinhos trácios. Derrotados pelos trácios, os bastarnas voltaram para o norte, permanecendo alguns assentados em Peuce (então chamada peucinos), uma ilha no Danúbio.
O contingente principal ocupou a região entre os Cárpatos orientais e o Danúbio. Como aliados do rei Perseu da Macedônia e de Mitrídates, o Grande da Pártia, e finalmente por conta própria, tiveram relações hostis com os romanos. Na época de César Augusto os romanos derrotaram os bastarnas e selaram a paz. Esta paz contudo foi perturbada por uma série de incursões dos bastarnas contra as províncias romanas vizinhas. Após um tempo, os bastarnas se renderam os godos, com quem parecem ter se amalgamado. A última menção feita a eles é em relação à sua transferência pelo imperador Probo para a margem direita do Danúbio.
Políbio e os autores que o copiaram consideram os bastarnas como sendo os gálatas (galatae); os romanos originalmente usavam o termo 'germânico' como uma classificação geográfica e não étnica, levando a que se confundisse os bastarnas com os germânicos. Estrabão afirma ignorar suas origens; Tácito explicitamente declara que sua origem é germânica mas afirma que a etnia estava degradada por casamentos com sármatas. A teoria de que eles eram uma tribo germânica os considera estando entre as primeiras tribos germânicas orientais a ter emigrado área a Escandinávia (possivelmente antes do século VIII a.C.). Alcançando o Danúbio em cerca de 200 a.C. eles estavam entre as primeiras tribos germânicas a entrar em contato com o mundo antigo e os eslavos.